# Tweede Kamerverkiezingen in het kiesdistrict Breda (1848-1850)
Tweede Kamerverkiezingen in het kiesdistrict Breda (1848-1850) geeft een overzicht van verkiezingen voor de Nederlandse Tweede Kamer in het kiesdistrict Breda in de periode 1848-1850.
Het kiesdistrict Breda werd ingesteld na de grondwetsherziening van 1848. Tot het kiesdistrict behoorden de volgende gemeenten: Alphen en Riel, Baarle-Nassau, Breda, Chaam, Etten en Leur, Ginneken, Princenhage, Rijsbergen, Teteringen en Zundert.
Het kiesdistrict Breda vaardigde in dit tijdvak per zittingsperiode één lid af naar de Tweede Kamer.
Legenda
- vet: gekozen als lid van de Tweede Kamer.

## 30 november 1848
De verkiezingen werden gehouden na ontbinding van de Tweede Kamer, na inwerkingtreding van de herziene grondwet.
|                  | 30 november |
| ---------------- | ----------- |
| Kiesgerechtigden | 1.184       |
| Opkomst          | 967         |
| Geldige stemmen  | 966         |
| Blanco stemmen   | 1           |
| Kandidaten       |             |
| L.D. Storm       | 819         |
| P. Gouverneur    | 125         |

## Voortzetting
In 1850 werd het kiesdistrict Breda omgezet in een meervoudig kiesdistrict, waaraan het opgeheven kiesdistrict Bergen op Zoom en een gedeelte van het eveneens opgeheven kiesdistrict Zevenbergen (de gemeenten Fijnaart, Klundert, Oudenbosch, Standdaarbuiten en Willemstad) toegevoegd werden. De gemeenten Alphen, Baarle-Nassau en Chaam werden ingedeeld bij het in een meervoudig kiesdistrict omgezette kiesdistrict Tilburg.